# 1314
Il 1314 (MCCCXIV in numeri romani) è un anno  del XIV secolo.

## Eventi
- 23 giugno - 24 giugno - Battaglia di Bannockburn: Liberazione della Scozia.
- Jacques de Molay, gran maestro del tempio, viene messo al rogo da Filippo il Bello, re di Francia.
- Fine dell'ordine dei cavalieri Templari.
- A Caen viene inaugurato il primo orologio pubblico a suoneria di Francia.
- Uguccione della Faggiola conquista Pisa, Lucca e Serravalle Pistoiese.

## Nati
- 24 giugno - Filippa di Hainaut, regina († 1369)
- 3 novembre - Nicolás Rosell, cardinale spagnolo († 1362)
- 18 dicembre - Agnese di Lindow-Ruppin, nobildonna tedesca († 1343)
- Giovanni d'Arkel, vescovo cattolico, scrittore e nobile olandese († 1378)
- Bartolo da Sassoferrato, giurista italiano († 1357)
- Costanza di Saluzzo, nobile italiana († 1348)
- Thomas Holland, I conte di Kent, conte inglese († 1360)
- Katherine Mortimer, nobile inglese († 1369)
- Pietro III di Arborea, sovrano († 1347)
- Toqto'a, storico e politico cinese († 1356)
- Valdemaro III di Danimarca, re († 1364)

## Morti
- 21 gennaio - Muhammad III di Granada, sultano (n. 1257)
- 8 febbraio - Elena d'Angiò, religiosa e santa serba
- 10 febbraio - Riccardo Petroni, cardinale italiano
- 15 marzo - Monaldo da Ancona, religioso italiano
- 16 marzo - Francesco da Petriolo, religioso italiano (n. 1270)
- 18 marzo - Geoffrey de Charnay, cavaliere medievale normanno
- 19 aprile - Gauthier d'Aunay, militare francese
- 19 aprile - Philippe d'Aunay, militare francese
- 20 aprile - Papa Clemente V, papa e arcivescovo cattolico francese (n. 1264)
- 3 maggio - Emilia Bicchieri, religiosa italiana (n. 1238)
- 31 maggio - Giacomo Salomoni, presbitero italiano (n. 1231)
- 24 giugno - Gilberto di Clare, VIII conte di Gloucester, nobile britannico
- 1º ottobre - Altigrado Cattaneo, giurista e vescovo cattolico italiano
- 5 ottobre - Alessandro Bonino, teologo e religioso italiano (n. 1268)
- 20 novembre - Alberto II di Meißen, nobile tedesco (n. 1240)
- 25 novembre - Nicola I di Rostock, principe
- 29 novembre - Filippo IV di Francia, re francese (n. 1268)
- Muhammad ibn 'Ali al-Ishbili, architetto
- Baldo d'Agugliano, magistrato italiano
- Ermengol X di Urgell, conte (n. 1260)
- Ranieri I di Monaco, monegasco (n. 1267)
- Làscara Lascaris di Ventimiglia, nobile italiana (n. 1264)
- Jacques de Molay, cavaliere medievale francese
- Arne Sigurdsson, vescovo cattolico norvegese
- Takezaki Suenaga, sovrano giapponese (n. 1246)
- Paleologo Zaccaria, ammiraglio italiano (n. 1235)
- Henry de Percy, I barone Percy, nobile britannico (n. 1273)
- Giuseppe della Scala, religioso italiano

## Calendario
| Calendario 1314 | Calendario 1314 | Calendario 1314 | Calendario 1314 | Calendario 1314 | Calendario 1314 | Calendario 1314 | Calendario 1314 | Calendario 1314 | Calendario 1314 | Calendario 1314 | Calendario 1314 | Calendario 1314 | Calendario 1314 | Calendario 1314 | Calendario 1314 | Calendario 1314 | Calendario 1314 | Calendario 1314 | Calendario 1314 | Calendario 1314 | Calendario 1314 | Calendario 1314 | Calendario 1314 | Calendario 1314 | Calendario 1314 | Calendario 1314 | Calendario 1314 | Calendario 1314 | Calendario 1314 | Calendario 1314 | Calendario 1314 | Calendario 1314 |
| --------------- | --------------- | --------------- | --------------- | --------------- | --------------- | --------------- | --------------- | --------------- | --------------- | --------------- | --------------- | --------------- | --------------- | --------------- | --------------- | --------------- | --------------- | --------------- | --------------- | --------------- | --------------- | --------------- | --------------- | --------------- | --------------- | --------------- | --------------- | --------------- | --------------- | --------------- | --------------- | --------------- |
|                 | 1               | 2               | 3               | 4               | 5               | 6               | 7               | 8               | 9               | 10              | 11              | 12              | 13              | 14              | 15              | 16              | 17              | 18              | 19              | 20              | 21              | 22              | 23              | 24              | 25              | 26              | 27              | 28              | 29              | 30              | 31              |                 |
| Gennaio         | Ma              | Me              | Gi              | Ve              | Sa              | Do              | Lu              | Ma              | Me              | Gi              | Ve              | Sa              | Do              | Lu              | Ma              | Me              | Gi              | Ve              | Sa              | Do              | Lu              | Ma              | Me              | Gi              | Ve              | Sa              | Do              | Lu              | Ma              | Me              | Gi              |                 |
| Febbraio        | Ve              | Sa              | Do              | Lu              | Ma              | Me              | Gi              | Ve              | Sa              | Do              | Lu              | Ma              | Me              | Gi              | Ve              | Sa              | Do              | Lu              | Ma              | Me              | Gi              | Ve              | Sa              | Do              | Lu              | Ma              | Me              | Gi              |                 |                 |                 |                 |
| Marzo           | Ve              | Sa              | Do              | Lu              | Ma              | Me              | Gi              | Ve              | Sa              | Do              | Lu              | Ma              | Me              | Gi              | Ve              | Sa              | Do              | Lu              | Ma              | Me              | Gi              | Ve              | Sa              | Do              | Lu              | Ma              | Me              | Gi              | Ve              | Sa              | Do              |                 |
| Aprile          | Lu              | Ma              | Me              | Gi              | Ve              | Sa              | Do              | Lu              | Ma              | Me              | Gi              | Ve              | Sa              | Do              | Lu              | Ma              | Me              | Gi              | Ve              | Sa              | Do              | Lu              | Ma              | Me              | Gi              | Ve              | Sa              | Do              | Lu              | Ma              |                 |                 |
| Maggio          | Me              | Gi              | Ve              | Sa              | Do              | Lu              | Ma              | Me              | Gi              | Ve              | Sa              | Do              | Lu              | Ma              | Me              | Gi              | Ve              | Sa              | Do              | Lu              | Ma              | Me              | Gi              | Ve              | Sa              | Do              | Lu              | Ma              | Me              | Gi              | Ve              |                 |
| Giugno          | Sa              | Do              | Lu              | Ma              | Me              | Gi              | Ve              | Sa              | Do              | Lu              | Ma              | Me              | Gi              | Ve              | Sa              | Do              | Lu              | Ma              | Me              | Gi              | Ve              | Sa              | Do              | Lu              | Ma              | Me              | Gi              | Ve              | Sa              | Do              |                 |                 |
| Luglio          | Lu              | Ma              | Me              | Gi              | Ve              | Sa              | Do              | Lu              | Ma              | Me              | Gi              | Ve              | Sa              | Do              | Lu              | Ma              | Me              | Gi              | Ve              | Sa              | Do              | Lu              | Ma              | Me              | Gi              | Ve              | Sa              | Do              | Lu              | Ma              | Me              |                 |
| Agosto          | Gi              | Ve              | Sa              | Do              | Lu              | Ma              | Me              | Gi              | Ve              | Sa              | Do              | Lu              | Ma              | Me              | Gi              | Ve              | Sa              | Do              | Lu              | Ma              | Me              | Gi              | Ve              | Sa              | Do              | Lu              | Ma              | Me              | Gi              | Ve              | Sa              |                 |
| Settembre       | Do              | Lu              | Ma              | Me              | Gi              | Ve              | Sa              | Do              | Lu              | Ma              | Me              | Gi              | Ve              | Sa              | Do              | Lu              | Ma              | Me              | Gi              | Ve              | Sa              | Do              | Lu              | Ma              | Me              | Gi              | Ve              | Sa              | Do              | Lu              |                 |                 |
| Ottobre         | Ma              | Me              | Gi              | Ve              | Sa              | Do              | Lu              | Ma              | Me              | Gi              | Ve              | Sa              | Do              | Lu              | Ma              | Me              | Gi              | Ve              | Sa              | Do              | Lu              | Ma              | Me              | Gi              | Ve              | Sa              | Do              | Lu              | Ma              | Me              | Gi              |                 |
| Novembre        | Ve              | Sa              | Do              | Lu              | Ma              | Me              | Gi              | Ve              | Sa              | Do              | Lu              | Ma              | Me              | Gi              | Ve              | Sa              | Do              | Lu              | Ma              | Me              | Gi              | Ve              | Sa              | Do              | Lu              | Ma              | Me              | Gi              | Ve              | Sa              |                 |                 |
| Dicembre        | Do              | Lu              | Ma              | Me              | Gi              | Ve              | Sa              | Do              | Lu              | Ma              | Me              | Gi              | Ve              | Sa              | Do              | Lu              | Ma              | Me              | Gi              | Ve              | Sa              | Do              | Lu              | Ma              | Me              | Gi              | Ve              | Sa              | Do              | Lu              | Ma              |                 |